# ウォルター・スコット (初代バクルー伯爵)
初代バクルー伯爵ウォルター・スコット（英語: Walter Scott, 1st Earl of Buccleuch、1602年以前 – 1633年11月20日）は、スコットランド貴族、軍人。

## 生涯
初代バクルーのスコット卿ウォルター・スコットとマーガレット・カー（Margaret Ker）の息子として生まれた。1611年12月15日に父が死去すると、バクルーのスコット卿の爵位を継承した。
1616年10月、メアリー・ヘイ（Mary Hay、1631年4月11日没、第9代エロル伯爵フランシス・ヘイの三女。2万マークの持参金付き）と結婚、下記の子女を儲けた。
- フランシス（1626年 – 1651年） - 第2代バクルー伯爵
- メアリー（1631年 – ?）

1619年3月16日、ホイットチェスターのスコット卿とバクルー伯爵に叙された。
八十年戦争中の1627年、ネーデルラント連邦共和国陸軍で1個連隊を率いてスペイン軍と戦った。
1633年11月20日にロンドンで死去、息子フランシスが爵位を継承した。遺体を運ぶ船が嵐でノルウェーに流されたため、埋葬は半年後の1634年6月11日と遅れた。